# Dacus secamoneae
Dacus secamoneae är en tvåvingeart som beskrevs av Drew 1989. Dacus secamoneae ingår i släktet Dacus och familjen borrflugor. Inga underarter finns listade i Catalogue of Life.